# 鈴木昭一郎
鈴木 昭一郎（すずき しょういちろう、1928年4月8日 - 2011年5月3日）は、東京都出身のフランス文学者。京都大学名誉教授。

## 人物
- 京都大学仏文科卒。同大学院修士課程修了。
- フランス政府給費留学生、フランス外務省招聘研究員、立命館大学助教授、京大教養部教授、1992年定年退官、名誉教授、天理大学教授。
- 1999年に「スタンダールと演劇」序文ヴィクトール・デル・リット」で京大文学博士。
- スタンダールを専門とする。
- 2011年5月3日、京都市北区の自宅で死去。83歳没[2]。

## 著書
- フランスの歴史と文学 法律文化社 1965 （市民教室）
- スタンダール 清水書院 1991.7 (Century books)
- <評伝>劇作家スタンダール 青山社 2002.3

共編
- スタンダール研究 桑原武夫共編 白水社 1986.4

## 翻訳
- 恋愛論 生島遼一共訳 世界文学大系 第22 筑摩書房 1960
- スタンダール全集 第12 日記 人文書院 1971
- スタンダール全集 第8 恋愛書簡 人文書院 1972
- スタンダール全集 第10 戯曲 二人の男 アンリ三世 人文書院 1973
- フランスの地理 ルネ・クロジェ 青木伸好共訳 白水社 1975 （文庫クセジュ）

## 参考
- 「スタンダール」の著者紹介